# Палла Строцці
Палла ді Онофріо Строцці (італ. Palla Strozzi; 1372 — 8 травня 1462) — італійський банкір, політик, письменник, філософ, філолог і гуманіст.

## Біографія
Він народився у Флоренції в багатій банкірській родині Строцці. Він здобув гуманістичну освіту, вивчив грецьку та латинську мови та створив важливу колекцію рідкісних книг.
Веспасіано у своїх «Життях видатних людей 15 століття» описав його як багатого, красивого, сім'янина, вченого, великого будівельника та колекціонера. Палла Строцці був найбагатшою людиною у Флоренції з валовими оподатковуваними активами в 162 925 флоринів у 1427 році. До його статків належали 54 ферми, 30 будинків, банківська фірма з капіталом 45 000 флоринів і комунальні облігації. Попри велике багатство, Строцці жив зовсім не відповідно до своїх можливостей і мало цікавився банківським бізнесом своєї сім'ї, що призведе до його економічного та політичного падіння у другій половині XV століття.
У свої шістдесят років разом з Рінальдо дельї Альбіцці він став лідером опозиції проти Козімо Медічі, людини, яка практично контролювала політичну владу у Флоренції. Спочатку вони домоглися ув'язнення Козімо, що призвело до його заслання у 1433 році. Однак, коли Козімо повернувся, сім'ї Строцці та Альбіцці були відправлені у вигнання по черзі. У 1434 році Строцці переїхав до Падуї, де став планувати повернення до рідного міста. Він так і не зміг повернутися, хоча його син таки повернувся і побудував великий палац у 1480 році.
Палла Строцці помер у 1462 році, заповівши свою колекцію абатству Санта Джустина. Як покровитель мистецтва, він був замовником картини Джентіле да Фабріано «Поклоніння волхвів» у капелі Строцці церкви Санта-Трініта у Флоренції. Крім того, він замовив Фра Анджеліко «Зняття з хреста» в ризниці Санта-Трініта у Флоренції.
За переказами, він купував рукописи в Греції та переклав італійською мовою «Альмагест» Клавдія Птолемея; Життєписи Плутарха; праці Платона, Політика Арістотеля.
Його нащадки оселилися у Феррарі.